# العلاقات العمانية الميكرونيسية
العلاقات العمانية الميكرونيسية هي العلاقات الثنائية التي تجمع بين سلطنة عمان وولايات ميكرونيسيا المتحدة.

## مقارنة بين البلدين
هذه مقارنة عامة ومرجعية للدولتين:
| وجه المقارنة                                              | سلطنة عمان    | ولايات ميكرونيسيا المتحدة |
| --------------------------------------------------------- | ------------- | ------------------------- |
| المساحة (كم2)                                             | 309.50 ألف    | 702                       |
| عدد السكان (نسمة)                                         | 4.64 مليون    | 105.54 ألف                |
| الكثافة السكانية (ن./كم²)                                 | 14.99         | 15.03 ألف                 |
| العاصمة                                                   | مسقط          | باليكير                   |
| اللغة الرسمية                                             | اللغة العربية | لغة إنجليزية              |
| العملة                                                    | ريال عماني    | دولار أمريكي              |
| الناتج المحلي الإجمالي (بليون دولار)                      | 72.64 مليار   | 336.43 مليون              |
| الناتج المحلي الإجمالي (تعادل القوة الشرائية) بليون دولار | 179.49 مليار  | 365.27 مليون              |
| الناتج المحلي الإجمالي الاسمي للفرد دولار أمريكي          | 15.55 ألف     | 3.02 ألف                  |
| الناتج المحلي الإجمالي للفرد دولار أمريكي                 | 38.63 ألف     |                           |
| مؤشر التنمية البشرية                                      | 0.793         | 0.640                     |
| رمز المكالمات الدولي                                      | +968          | +691                      |
| رمز الإنترنت                                              | عمان          | .fm                       |
| المنطقة الزمنية                                           | ت ع م+04:00   |                           |

## منظمات دولية مشتركة
يشترك البلدان في عضوية مجموعة من المنظمات الدولية، منها:
| علم المنظمة | اسم المنظمة                               | تاريخ انضمام سلطنة عمان | تاريخ انضمام ولايات ميكرونيسيا المتحدة |
| ----------- | ----------------------------------------- | ----------------------- | -------------------------------------- |
|             | مؤسسة التنمية الدولية                     | 1973                    | 24 يونيو 1993                          |
|             | يونسكو                                    | 10 فبراير 1972          | 19 أكتوبر 1999                         |
|             | وكالة ضمان الاستثمار متعدد الأطراف        | 1989                    | 11 أغسطس 1993                          |
|             | الأمم المتحدة                             | 7 أكتوبر 1971           | 17 سبتمبر 1991                         |
|             | البنك الدولي للإنشاء والتعمير             | 1971                    | 24 يونيو 1993                          |
|             | الاتحاد الدولي للاتصالات                  | 28 أبريل 1972           | 18 مارس 1993                           |
|             | منظمة حظر الأسلحة الكيميائية              | ?                       | ?                                      |
|             | مؤسسة التمويل الدولية                     | 1973                    | 24 يونيو 1993                          |
|             | المركز الدولي لتسوية المنازعات الاستشارية | 1995                    | 24 يوليو 1993                          |

## وصلات خارجية
- موقع وزارة الخارجية العمانية